# Котов-Коношенко Юхим Омелянович
Котов-Коношенко Юхим Омелянович (Котов-Конишенко) (? — не раніше 1919) — громадський діяч, голова Харківського відділу Союзу Російського Народу (СРН).
Харківський поміщик; брав активну участь в монархічному русі, до 1915 року очолює Харківський відділ СРН. Був в складних стосунках з керівником харківських монархістів професором А. С. Вязигіним настільки, що останній навіть відмовився через запрошення Котова-Коношенка брати участь в Петроградській нараді монархістів 21-23 листопада 1915 року. Котова на тій нараді обрано членом Ради монархічних з'їздів — керівного органу чорносотенців. Брав участь в Всеросійській монархічній нараді у Нижньому Новгороді листопадом 1915 року. В грудні направляє на ім'я міністра внутрішніх справ «доклад» з фактично вірнопідданицьким доносом на з'їзди Земського та Міського союзів.
Виступав з ідеєю якнайшвидшої ліквідації німецького землеволодіння. В липні 1916 клопочеться з секретарем Харківської спілки чорносотенців А. А. Левицьким перед головою уряду Штюрмером про відкладення проекту польської автономії. Брав участь в засіданні Союзу монархічних з'їздів в жовтні 1916.
В 1917—1918 роках розвиває бурхливу діяльність, навіть претендує на посаду гетьмана. Був представником Всеукраїнської народної громади та Всеукраїнського союзу хліборобів.
В часі французької окупації Одеси пропонувався до складу Південно-російського уряду.
Робив спроби по сформуванню на теренах України «особливої» армії — відмінної від Добрармії — в тісному контакті з французьким командуванням.

## Джерело
- Котов-Коношенко (рос.) [Архівовано 20 серпня 2013 у Wayback Machine.]